# Xere
Xere – wieś w Botswanie w dystrykcie Central. Według spisu ludności z 2011 roku wieś liczyła 343 mieszkańców.